# バドワイザー
バドワイザー（Budweiser）は、アメリカ合衆国ミズーリ州セントルイスに本社を持つアンハイザー・ブッシュ社が生産・販売するビールの銘柄。
1876年に生産が始められ、「KING OF BEERS」をキャッチコピーとしている。
「バドワイザー」の名称は、中世以来ビールの名産地として知られるボヘミア地方のブトヴァイス（Budweis, 現在はチェコのチェスケー・ブジェヨヴィツェ市）にちなんだものであるが、「バドワイザー」の名称使用をめぐってチェコの生産者団体との間で長い争いがある。

## 概要

### 日本での販売
日本ではサントリーがライセンス生産を行っていた。その後、麒麟麦酒とアンハイザー・ブッシュ社の合弁企業、バドワイザー・ジャパンを設立し生産を行った。バドワイザー・ジャパン解散後は麒麟麦酒が引き続きライセンス生産および米国製バドワイザーの輸入を行った。2018年末にキリンによる日本版バドワイザーの生産が終了し、2019年1月からアンハイザー・ブッシュ・インベブによる輸入販売が行われている。
アメリカ・韓国製に変更され、キリンの製造設備ではツイストキャップ瓶の製造ができず、一般的な王冠の330mlリターナブル瓶を使用していたが、アメリカ国内仕様と同じツイストキャップの355mlワンウェイびんに変更され、缶もキリンビール各種と共通仕様の500ml/350ml缶からアメリカ国内仕様と同じ、赤いプルトップの473ml/355mlサイズに変更されている。また業務用の樽も、韓国のビールメーカーでABインベブ傘下の、OBビールのものに切り変わっている。2021年6月頃より、缶製品も韓国OBビール製になり、ロング缶も韓国国内向けと同様の500mlに変更されているが、瓶製品は王冠やラベルレイアウトの変更はあるものの、引き続きアメリカ製が販売されている。さらに2021年秋より、業務用の樽は順次ベルギー製で回収不要の18Lプラスチック樽『Pure Draught（ピュアドラフト）』に変更されている。
缶のデザインは、瓶のラベルを縦長にデザインしたものであり、1997年に横向きで、当初はロゴなどをエンボス加工に変更した。
バドワイザー・ジャパン解散後は一般的な缶に変更された。
2011年よりボウタイを象徴的にデザインしたものに順次変更され、日本では2012年5月中旬より変更（瓶についても、2012年よりラベルのレイアウトを一部変更）されている。
2016年3月に再びデザイン変更され、瓶はクラシカルなデザインに、缶は瓶のラベルをはみ出すように大きくデザインしたものに変更されている。

## スポンサー
バドワイザーはFIFAワールドカップのオフィシャルビールとして2026年大会まで契約を結んでいるほか、2023 FIFA女子ワールドカップの公式スポンサー契約を締結。2006年のドイツ大会では、バドワイザーは球技場内の広告を「Bud」および中国語名「百威」とした。しかし2022年のカタール大会では宗教上の制約からビールを販売できなくなったが、その代替としてノンアルコールビールの「バドワイザーゼロ」が試合会場や開催地周辺で販売された。その他ロサンゼルス・ギャラクシーや総合格闘技団体UFCのスポンサーになっている。また、1996年アトランタオリンピックでは大会のスポンサーだけでなく、聖火リレーのスポンサーを務めた。個人では総合格闘家のドナルド・セラーニとスポンサー契約を結んでいる。

## 2023年のバド・ライト不買運動

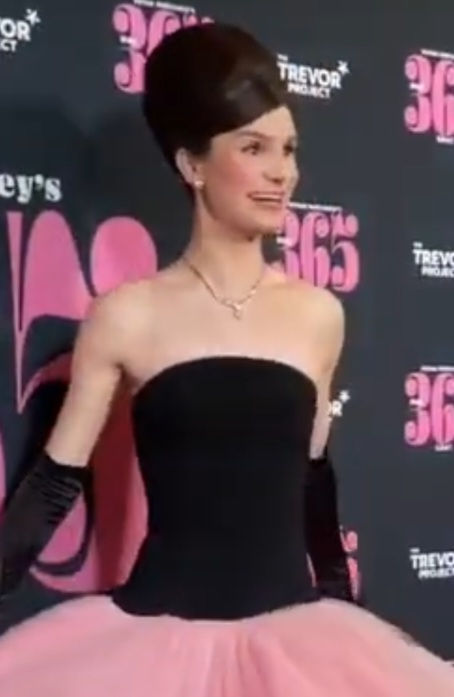
ディラン・マルバニー

バドワイザーは、アメリカ国内における主力商品である「バド・ライト (Bud Light)」の缶にLGBTQのシンボルである虹（レインボーフラッグ）を追加した商品を1990年代から販売するなど、LGBTQコミュニティーを支援してきた。
2023年4月、アンハイザー・ブッシュはトランス・ジェンダー（M to F)の俳優・コメディアンのディラン・マルバニーが性転換から1年になる日に合わせ、プロモーションとしてディランの顔をプリントした特別デザインのバド・ライト缶を本人に贈った。ディランがこの写真をインスタグラムに投稿すると保守系メディアが批判的に報じ、SNSでは不買運動が展開された。
バド・ライトはアメリカ国内のビール部門で20年以上売り上げ1位を維持していたが、不買運動により2023年5月にはコンステレーション・ブランズ傘下でコロナビールなどを製造するモデーロのメキシカンラガー「モデロ・エスペシアル」に追い抜かれ2位に陥落した。6月3日時点でのシェアはモデロ・エスペシアル（8.4%）、バド・ライト（7.4%）と回復しておらず、期間中の売上減少率は24%に達した。4月23日にはアンハイザー・ブッシュのマーケティングを担当する2名の幹部が休職したが、非自発的な人事と報じられた。モデロ・エスペシアル以外のビールも売り上げを伸ばしているが、年初来の売り上げはバド・ライトが1位を保っている。
業界関係者からは、コンステレーション・ブランズが親世代が飲んでいたバドワイザーより、高価な輸入ビールを好む若者層へのマーケティングに力を入れた効果が現れたことが原因で、首位の獲得は時間の問題だったという意見もある。コンステレーション・ブランズでは自社の企業努力や、近年のメキシカンラガー人気などが1位の要因としており、2023年6月の決算説明会において、首位の獲得は想定より早かったと投資家に説明している。
近年ではアメリカのビール市場が縮小し、若者を中心にクラフトビールや輸入ビールなどバド・ライトよりも高価格帯にシフトしていることや、メキシカンラガーを好むヒスパニック層の増加も要因とされる。
アンハイザー・ブッシュでもメキシカンラガーを認識しており、2012年にモデーロの買収を検討したが反トラスト法により阻止され、コンステレーション・ブランズの前身企業がアメリカでの事業を統括することになった経緯がある。
2024年には年間販売数でもモデロ・エスペシアルが1位となったことが発表された。
この騒動は2010年代後半から激しくなったアメリカ国内での文化戦争の一例とされる。

## 製品一覧
米国バドワイザーの主な製品は下記の通り。
- バドワイザー (Budweiser)：1876年からのオリジナルのペール・ラガー
- バドワイザー ゼロ (Budweiser ZERO)：2022年8月に発売されたノンアルコールビールテイスト飲料
- バド・ライト (Bud Light)：1982年発売のライト製品
- バドワイザー・セレクト (Budweiser Select)
- バド・ドライ (Bud Dry)
- バド・アイス (Bud Ice)：1984年発売のアイス・ビール。1994年の一時期、「キリンアイスビール」として米国生産分を麒麟麦酒にOEM供給していた。
- バド・アイス・ライト (Bud Ice Light)：1994年発売

## 名称をめぐる紛争

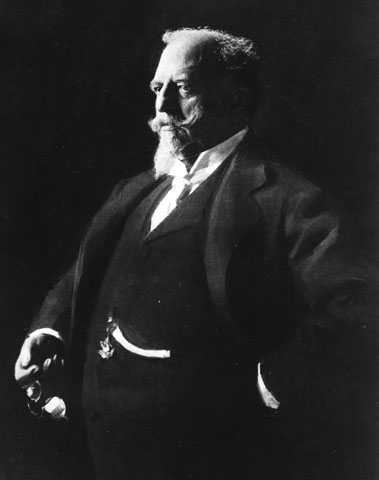
アドルファス・ブッシュ

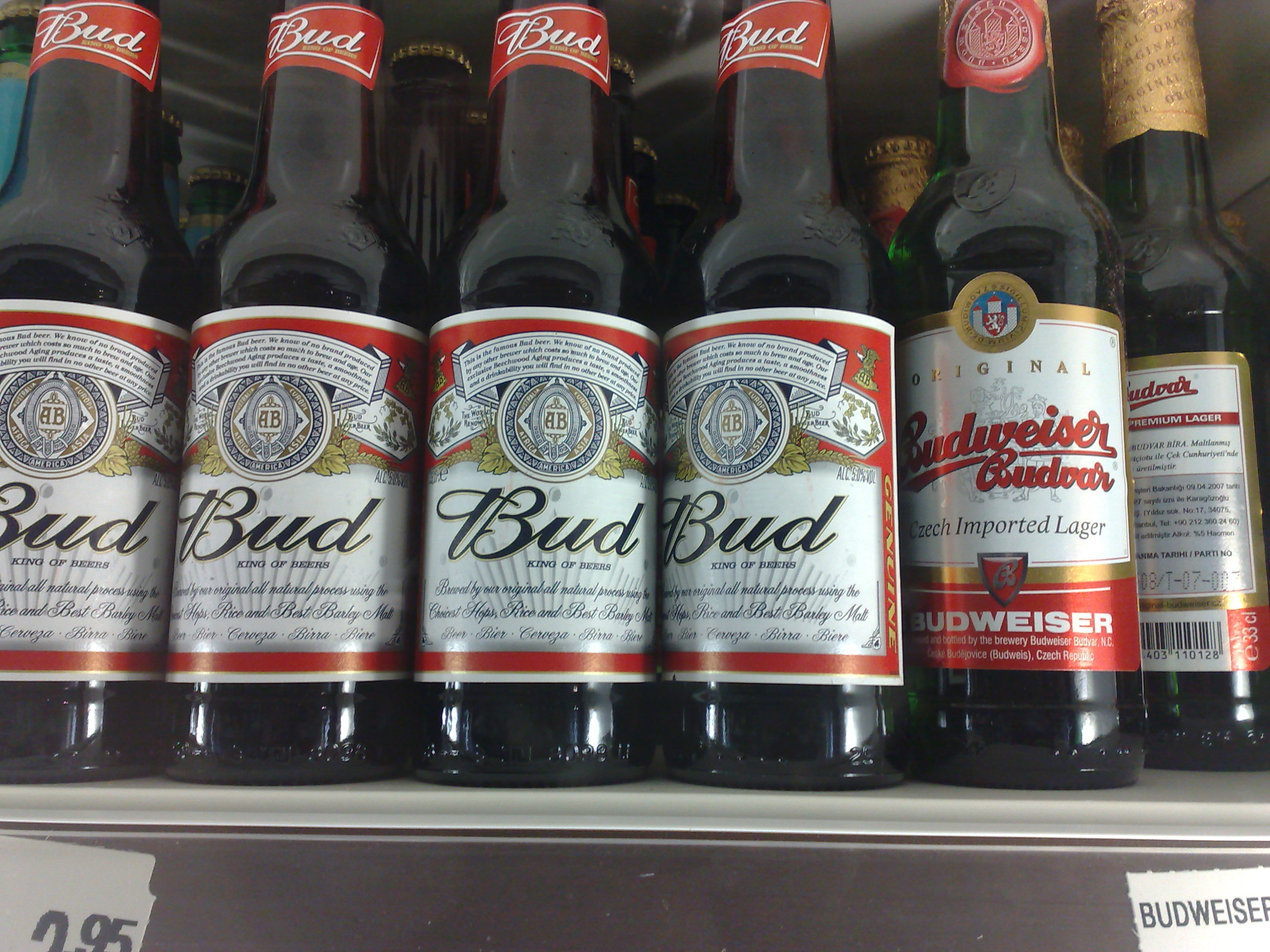
店頭に並んでいる「バド」と「ブドヴァル」

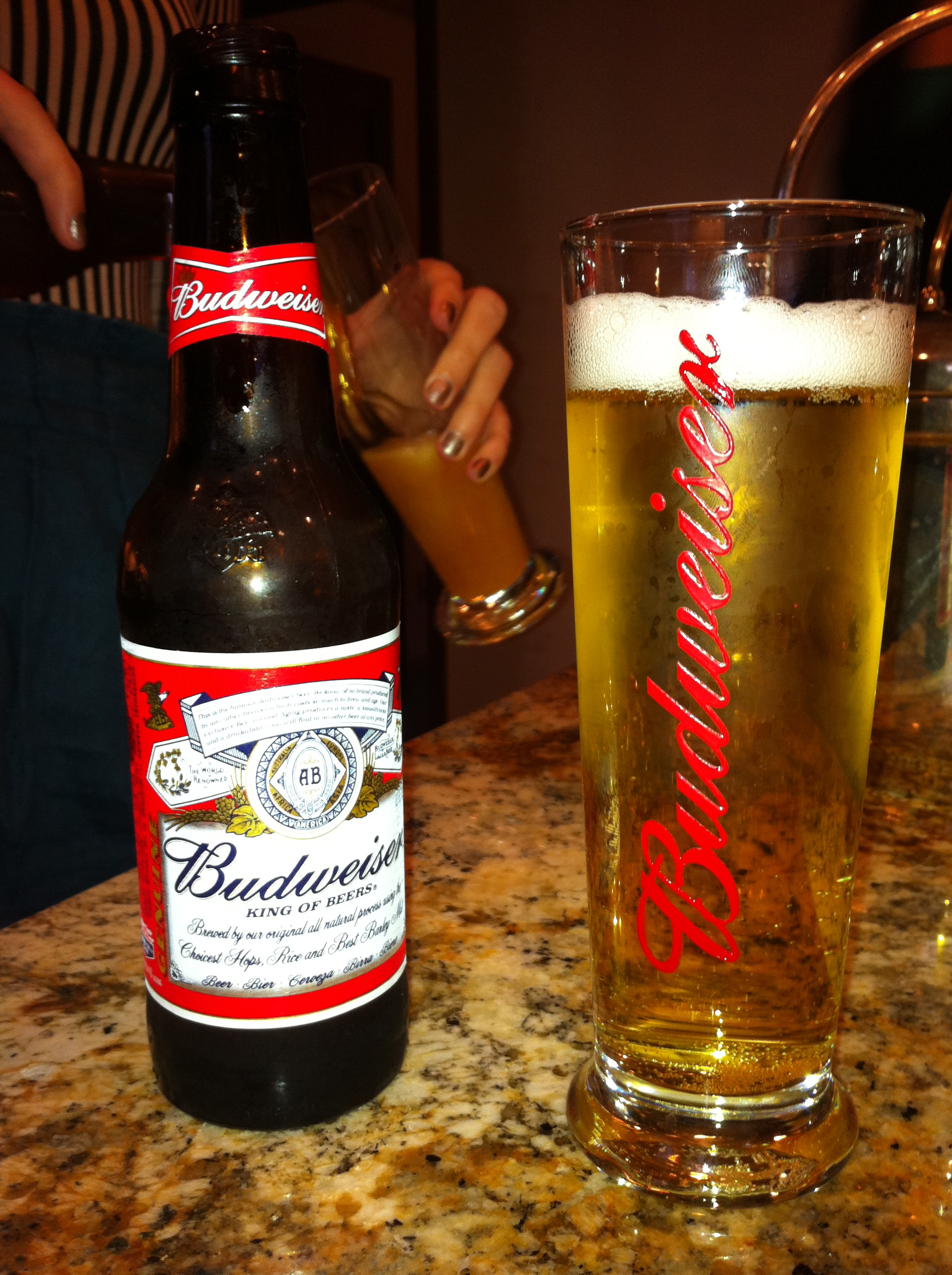
瓶ビール（2012年以前のデザイン）

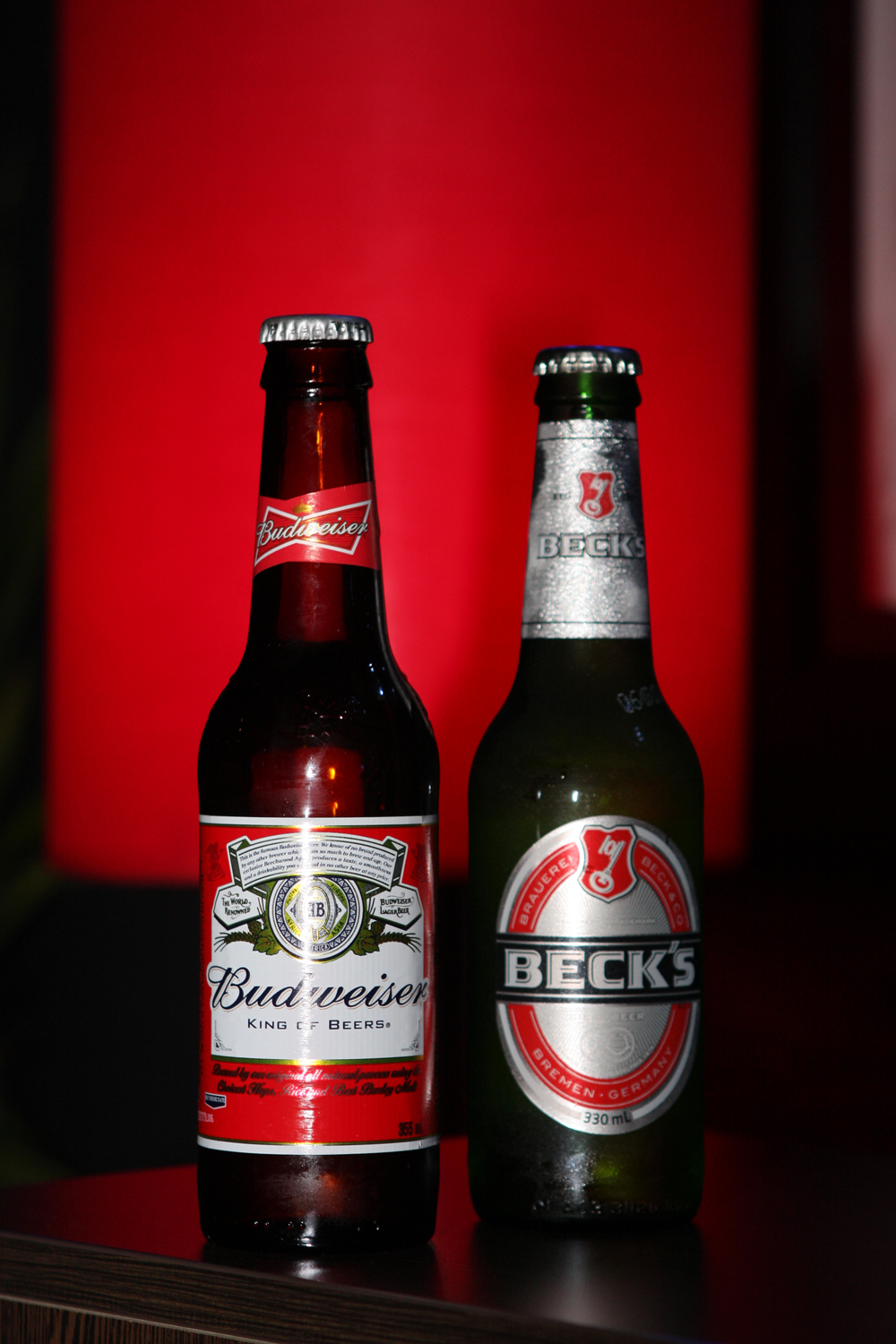
瓶ビール（画像左側。2012年5月から2016年3月までのデザインのオーストラリア仕様。右側はベックス）

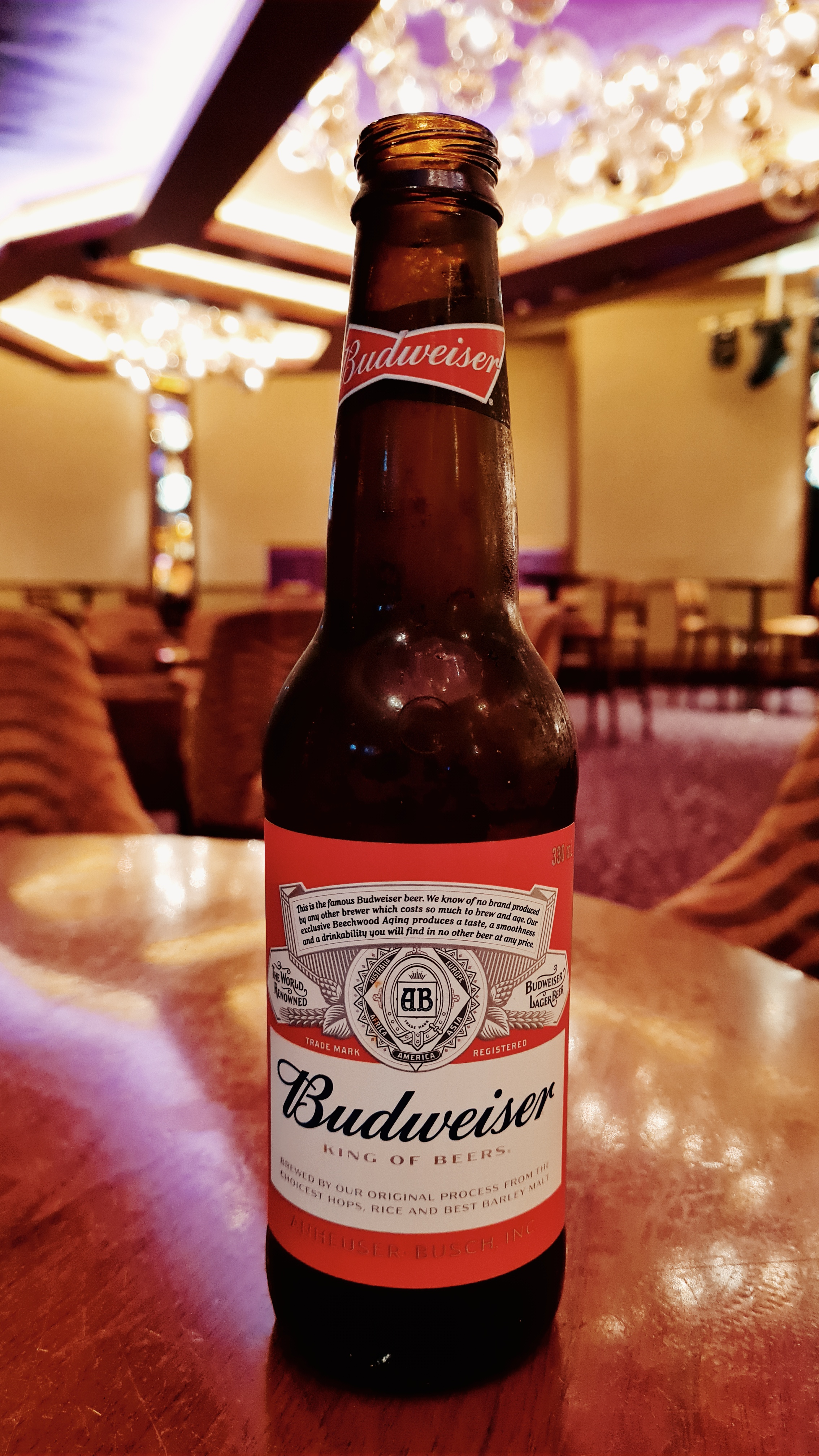
瓶ビール（2016年3月以降のデザインのオーストラリア仕様）

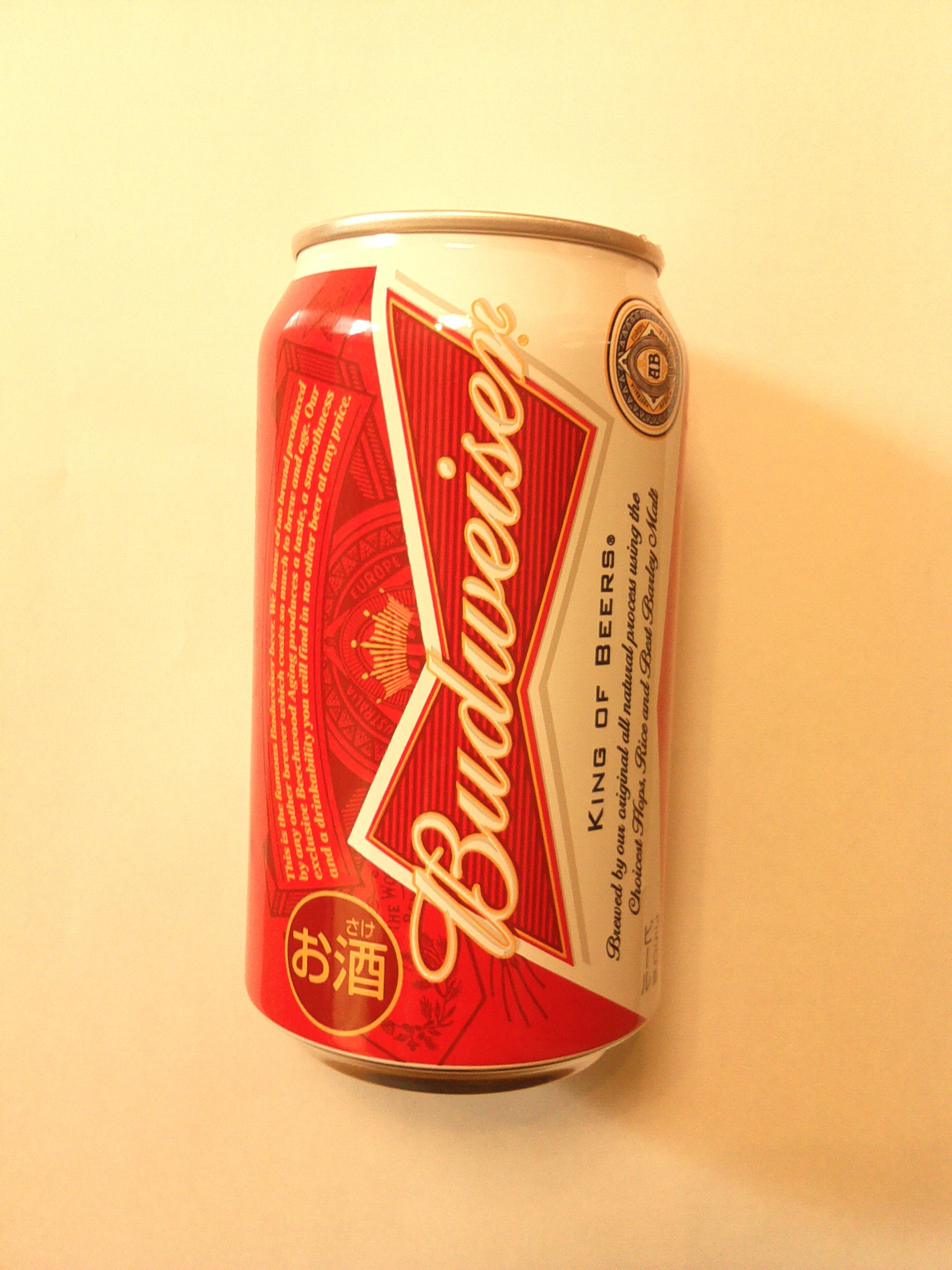
缶ビール（2012年5月から2016年3月までのデザイン）

「バドワイザー」（Budweiser）の名称は、ヨーロッパ屈指の中世以来のビール産地として広く知られているチェコ・南ボヘミア州のチェスケー・ブジェヨヴィツェ市のドイツ語地名・ベーミッシュ・ブトヴァイス（Böhmisch Budweis、ボヘミア地方のブドヴァイス）にちなんだもの。本来は同市の自治都市理事会が地名の使用を許可したブジェヨヴィツェ市民醸造（pivovar převzat Budějovickými měšťany、現・ブジェヨヴィツェ市民醸造株式会社）生産の「ブドヴァイゼル・ベルゲブロイ」（英語・チェコ語：Budweiser Bürgerbräu）および「ブドヴァイゼル・ビール」（英語 : Budweiser Bier）と、チェコ合同醸造（Český akciový pivovar、現・ブジェヨヴィツェ･ブドヴァル国営会社）生産の「ブドヴァイゼル･ブドヴァル」（英語：Budweiser Budvar、チェコ語：Budějovický Budvar）の2ブランドを指す。
これに対しアメリカの「バドワイザー」は、ブジェヨヴィツェ市民醸造およびチェコ合同醸造とは無関係のドイツ系アメリカ移民のアドルファス・ブッシュが1876年、著名ビール名産地の「ブドヴァイス」にあやかろうと、自らが発売したピルスナータイプのビールに「バドワイザー・ラガー・ビール」（Budweiser Lager Bier）と勝手に命名して誕生した。
このとき米国では既にブジェヨヴィツェ市民醸造が「ブドヴァイゼル・ベルゲブロイ」の販売を行っていたが（1871年対米輸出開始）、アドルファス・ブッシュはアメリカ国内で「バドワイザー」の商標登録を行ったため、ブジェヨヴィツェ市民醸造およびチェコ合同醸造との間で商標を巡る訴訟に発展。1911年および1939年に、チェコ側が北米および米国保護領に限り商標権を放棄することで合意した。
この合意に基づき、現在もヨーロッパの主な国でアンハイザー・ブッシュ社は商標「バドワイザー」を使うことが認められず、製品は「Bud」（バド）「Busch」（ブッシュ）の名前で販売されている。逆にアメリカ、カナダでは、ブドヴァイゼル･ブドヴァルは「Czechvar」（チェコヴァル）、ブドヴァイゼル・ベルゲブロイは"Budweis City Bier"（ブドヴァイス市のビール）を略した「BB Bürgerbräu」（BBベルゲブロイ）の名前で販売している。アンハイザー・ブッシュ社は全世界でのバドワイザー販売を実現するため、ブジェヨヴィツェ・ブドヴァル国営会社に商標の買い取りを申し出たものの、ブドヴァル社側はこれを拒否している。
一方でアンハイザー・ブッシュ社はチェコ側に先んじて日本を含む世界各国で「バドワイザー」の商標登録を行い、ブジェヨヴィツェ・ブドヴァル国営会社に対してチェコ産「ブドヴァイゼル」ブランドビールの輸入・販売差し止めの訴訟を起こしている。
日本においてはアンハイザー・ブッシュ社が商標登録を行っており（登録商標第1665191号）、アンハイザー・ブッシュ社は2002年、日本への「ブドヴァイゼル」ビール輸出を始めたブジェヨヴィツェ･ブドヴァル国営会社に対し、「ブドヴァイゼル」ビールの輸入・販売の差し止めと損害賠償を求める訴訟を起こしたが、東京高等裁判所は2003年、チェコ側の商標権放棄範囲を北米などに限定した1911年および1939年の合意の有効性を認めた上で、両者が誤認混同される恐れはなくアンハイザー・ブッシュ社側の訴えは商標権の濫用であるとして、「ブドヴァイゼル・ブドヴァル」（Budweiser Budvar）「ブジェヨヴィキ・ブドヴァル」（Budějovický Budvar）と記されたチェコ社製ビールの輸入・販売は制限されないとの判決を下した。
この裁判でアンハイザー・ブッシュ社側は、商標"Budweiser"はアドルファス・ブッシュが独自に生み出したオリジナルの造語だと主張したものの、東京高裁はアンハイザー・ブッシュ社自身が広告でチェスケー・ブジェヨヴィツェ市産ビールにあやかって命名したことを広く宣伝していることを指摘。アンハイザー・ブッシュ社の主張は「到底採用できない」としてこれを退けた。
2006年には中国でも司法当局が同様の判断を下し、アンハイザー・ブッシュ社側の訴えを退けた。